# Championnat de Pologne de football 1949
Navigation
Édition précédente Édition suivante
La saison 1949 du championnat de Pologne est la vingt-et-unième saison de l'histoire de la compétition. Cette édition a été remportée par le Wisła Cracovie, devant le KS Cracovia.

## Les clubs participants
| Club             | Ville    |
| ---------------- | -------- |
| AKS Chorzów      | Chorzów  |
| Kolejarz Poznań  | Poznań   |
| KS Cracovia      | Cracovie |
| Lechia Gdańsk    | Gdańsk   |
| Legia Varsovie   | Varsovie |
| LKS Łódź         | Lódź     |
| Polonia Bytom    | Bytom    |
| Polonia Varsovie | Varsovie |
| Ruch Chorzów     | Chorzów  |
| Szombierki Bytom | Bytom    |
| Warta Poznań     | Poznań   |
| Wisła Cracovie   | Cracovie |

## Compétition

### Classement
| Rang | Équipe               | Pts | J  | G  | N | P  | Bp | Bc | Diff |
| ---- | -------------------- | --- | -- | -- | - | -- | -- | -- | ---- |
| 1    | Wisła Cracovie       | 30  | 22 | 13 | 4 | 5  | 50 | 21 | +29  |
| 2    | KS Cracovia          | 29  | 22 | 10 | 9 | 3  | 44 | 29 | +15  |
| 3    | Kolejarz Poznań      | 27  | 22 | 10 | 7 | 5  | 60 | 37 | +23  |
| 4    | Polonia Varsovie     | 27  | 22 | 11 | 5 | 6  | 43 | 29 | +14  |
| 5    | AKS Chorzów          | 23  | 22 | 9  | 5 | 8  | 40 | 44 | -4   |
| 6    | ŁKS Łódź             | 22  | 22 | 8  | 6 | 8  | 43 | 48 | -5   |
| 7    | Warta Poznań         | 21  | 22 | 7  | 7 | 8  | 36 | 35 | +1   |
| 8    | Ruch Chorzów         | 19  | 22 | 7  | 5 | 10 | 42 | 48 | -6   |
| 9    | Legia Varsovie       | 19  | 22 | 7  | 5 | 10 | 37 | 43 | -6   |
| 10   | Szombierki Bytom (P) | 19  | 22 | 7  | 5 | 10 | 34 | 54 | -20  |
| 11   | Polonia Bytom        | 17  | 22 | 6  | 5 | 11 | 37 | 43 | -6   |
| 12   | Lechia Gdańsk (P)    | 11  | 22 | 4  | 3 | 15 | 26 | 67 | -41  |

| Légende | Légende               |
| ------- | --------------------- |
|         | Champion de Pologne   |
|         | Relégation en II Liga |
|         | (P) : Promu           |

## Meilleurs buteurs
| # | Joueur         | Équipe          | Buts |
| - | -------------- | --------------- | ---- |
| 1 | Teodor Anioła  | Kolejarz Poznań | 20   |
| 2 | Marian Łącz    | ŁKS Łódź        | 18   |
| 3 | Gerard Cieślik | Ruch Chorzów    | 17   |